# Битка код Мердара
Битка код Мердара или бој на Мердарима, водио се у времену од 15. до 19. октобра 1912. године између српских и османских трупа. Борбе за погранични гребен самоиницијативно је са својим Лапским четничким одредом иницирао Војислав Танкосић. Трећа армија под командом Божидара Јанковића је са мањим делом снага сломила отпор турског Приштинског одреда, овладала је граничним гребеном и створила услове за ослобођење Косова. Упркос извесним недостацима у организацији српске војске, као прва победа у Првом балканском рату имала је веома важну улогу у даљем развоју ратних прилика.

## Почетни распоред
Српска 3. армија под командом Боже Јанковића требала је да наступа из правца Топлице према Приштини, са циљем да ослободи Косово и да онда са главнином снага што раније избије у рејон Куманова, где је требала да помогне 1. армији у бици против турске Вардарске армије. Располагала је са 70.000 војника и 96 топова. Српска 3. армија била је подељена у Топличку и Медвеђску групу. Топличка група била је распоређена у долини реке Топлице између Преполца и Мердара, а у њеном саставу биле су Шумадијска дивизија 1. позива под командом пуковника Ђорђа Михаиловића (реон Преполац) и Моравска дивизија 2. позива под командом пуковника Милована Недића (реон Мердаре). Медвеђска група распоређена је у рејону Медвеђе и Трупалског виса и у њеном саставу биле су Дринска дивизија 2. позива и Моравска бригада 1. позива.
Моравску дивизију 2. позива чинила су три пука мобилисана у следећим местима:
- 1. пук – Врање ,
- 2. пук – Прокупље ,
- 3. пук – Пирот.

Шумадијску дивизију 1. позива чинило је пет пукова:
- 11. пук, 19. пук и Артиљеријски пук - Крагујевац,
- 10. пук  - Чачак,
- 12. пук - Крушевац.

У садејству са 3. армијом деловала су и четири четничка одреда: Лапски, Лисички, Луковски и Гњилански. Према 3. армији био је распоређен турски Приштински одред са 16.000 до 18.000 војника, углавном Албанаца, и 18 топова.

## Ток битке

### Војислав Танкосић провоцира сукоб
За време мобилизације и концентрације снага долазило је до сукоба дуж целе границе. Лапски четнички одред под командом капетана Војислава Танкосића стигао је увече 15. октобра 1912. на део фронта Моравске дивизије 2. позива. Лапски четнички одред требао је да се неопажено пребаци у турску позадину. Војислав Танкосић је страховао да у међувремену Османско царство не пристане на српске захтеве, а то би онда одложило рат. Одлучио је да изазове сукоб већих размера, па је без знања команданта дивизије 15/16. октобра са својим четницима напао турске карауле Репоњу и Мировце. Танкосићеви четници су заузели караулу Репоњу, али код карауле Мировце имали су знатних жртава и морали су да се повуку. Тај напад изазвао је узбуну код Турака, који су хитно упутили своје снаге на границу, са намером да заузму погранични гребен. Тако је почела четвородневна битка, која је у почетку била неповољна за 3. армију, јер је Топличка група тек стигла на положаје, које нису ни извидели и оријентисали се како треба. Дринска дивизија 2. позива у то време још није стигла.

### Овладавање граничним гребеном
Моравска дивизија 2. позива под командом Милована Недића била је повучена нешто иза доминантног пограничног гребена, па се налазила на неповољним положајима. Милован Недић је због тога наредио да се заузме погранични гребен. Један његов пук успео је заједно са 12. шумадијским пуком да потисне турске снаге према Доњој Дубници и избије на гребен, али око 17 сати наређено је да обустави напредовање. Делови 12. шумадијског пука су отерали турску посаду са Преполца и запосели га. Заузели су гранични гребен од Преполца до Јашаревих конака. Око 13 сати у напад је кренуо 2. моравски пук и овладао је граничном линијом код Мердара. Након тога 2. пук је кренуо у напад на камениту косу између низамског логора и Мировца. Тада је међутим турска војска белом заставом означила предају. Српски војници су онда у нереду неопрезно појурили према турским положајима, одакле их је сачекала жестока ватра, у којој је страдало доста српских војника.  После тога 2. пук се повукао на граничну линију, а тога дана имао је 87 погинулих, 284 рањена и 13 несталих војника.

### Борбе 17. октобра
Божидар Јанковић је имао намеру да придобије Албанце, па је зато наредио да се не прелази гранична линија пре званичне објаве рата. Повратак српске војске на граничну линију турска војска је протумачила као знак слабости. Турска војска је у ноћном нападу 16/17. октобра заузела српску караулу Васиљевац, да би имала ослонац за обухватни маневар. Онда је у 5 сати ујутро 17. октобра напала Моравску дивизију 2. позива на целом фронту на потезу од Доње Дубнице до Вулиног брда. Пошто се 12. шумадијски пук по наређењу вратио на полазни положај, десно крило Моравске дивизије (1. пук) остало је изложено. Због окаснелог наређења 1. моравски пук се није вратио на полазне положаје, па је уз подршку артиљерије нападнут 17. октобра ујутро са фронта и са незаштићеног бока. У пуку је уследило расуло, да се није задржао ни на граничној линији, али касније се 1. пук средио и прикупио на почетним положајима. На левом крилу ситуација је постала критична, пошто су Турци заузели караулу Васиљевац, одакле су гребеном продирали према караули Мировце. Запалили су око 10 сати село Васиљевац. Око 11 сати жестоком артиљеријском ватром засути су делови 3. моравског пука на мердарској караули, који су се онда у нереду повукли. Тај неред су коморџије претворио у паничан бег. Десно крило Моравске дивизије било је због неуредног повлачења у тешкој кризи, која је трајала до 16 сати, када је у помоћ самоиницијативно прискочио командант 12. шумадијског пука Миливоје Стојановић. Тај пук је смелим и брзим наступом довео до преокрета на целом фронту Моравске дивизије. Око 19 сати 12. пук је заузео низамски логор, а турска војска се повукла према Подујеву. Током другога дана битке Моравска дивизија је имала 46 погинулих, 202 рањена и 27 несталих војника.

### Борбе 18. октобра
Турска војска је 18. октобра ујутро последњи пут покушала да заузме караулу Мердаре и баровачки шанац. Моравска дивизија је око 9 сати кренула у противнапад, па је након целодневних борби повратила граничну линију, осим карауле Васиљевац и Хртичног виса. Лапски четнички одред пробио се у турску позадину у горњи ток Лаба. Током другога дана битке Моравска дивизија је имала 50 погинулих, 195 рањених и 11 несталих војника. Шумадијска дивизија је цели дан била пасивна. На фронт Медвеђске групе, Дринска дивизија још није стигла у зону концентрације. Турске снаге напале су караулу Свирци, али 2. моравски пук их је потиснуо и деблокирао караулу.

### Крај боја 19. октобра
Приштински одред је током 19. октобра два пута неуспешно покушао да се домогне граничног гребена. Моравска дивизија је одбила напад и онда је заузела Васиљевац и Хртички вис, тако да је цео гребен био под српском контролом. Шумадијска дивизија 1. позива је кренула у напад према Подујеву, а како је почела да угрожава лево крило Приштинског одреда, он се повукао према Приштини. Тиме се окончала четвородневна битка, у којој је 3. армија, само са мањим делом снага одбила напад Приштинског одреда и овладала је граничним гребеном. На тај начин створени су услови за ослобађања Косова и за марш према Куманову.

## Споменик Превара
Током другог дана вођења борби, 16. октобра одиграла се једна од најмаркантнијих епизода битке код Мердара. Српске снаге су у напредовању стигле до јуришног положаја према утврђеном непријатељу, иако изузетно јака противничка ватра није давала изгледе на успех. До јуриша није дошло јер су Арнаути истакли беле барјаке означавајући предају, уз истовремене повике: „Не пуцајте, предајемо се!”. Резервни поручник Милан Поповић из Лапског четничког одреда кренуо је у сусрет једном Арнауту, познанику из предратне четничке акције у тим крајевима , говорећи српским војницима: „Не пуцајте, ови су наши пријатељи!” Војници, затечени развојем догађаја и мислећи да ће Арнаути кренути да предају оружје, кренули су у нереду ка непријатељу пореметивши свој борбени положај. На опште изненађење Срба, један Арнаут пробуразио је ножем Поповића. У том тренутку је на српску војску изненада отворена силовита ватра. У складу са овим догађајем битка код Мердара је постала позната и под називом „битка на превару”.
Успомена о бици је, након дугог временског периода, заслужно материјализована на месту попришта. У знак сећања 1990. године постављена је спомен-плоча, а 1998. године и величанствени (и недуго затим уништен) споменик српском ратнику. Споменик је подигнут 19. октобра 1998. године на месту Превара, у општини Подујево, недалеко од административне линије. Превара - споменик српском војнику из битке код Мердара. Српски јунак у боју са пушком у руци и српском заставом је рад вајара Зорана Каралејића из Приштине. Споменик, висок шест метара, у Комбинату обојених метала у Прокупљу, излио је вајар Драган Дробњак. Споменик су након завршетка рата на Косову и Метохији срушили Албанци. Грандиозна фигура српског војника висока шест метара вандалски је уништена већ наредне 1999. године и од ње нема трага. На самом месту где је постављен споменик, на малој дубини испод земље пронађени су многи остаци палих ратника из битке код Мердара из 1912. године.

## Спомен-плоча
У знак сећања на српске војнике, Општински одбор СУБНОР-а Куршумлије, између села Турског Мердара и Мировца, уз помоћ мештана села и на инсистирању Стеве Милићевића, постављена је Спомен-плоча страдалим српским војницима. Споменик на Превари откривен је 19. октобра 1990. године, аутор архитекта Александар Блатник, радник Завода за заштиту споменика културе Ниш. Изградњу споменика је подржало ДП Селова Куршумлија, а извођач радова је било ДП Ерозија Ниш.
- Крст на спомен плочи Превара
- Спомен обележје Превара
- Натпис на спомен плочи Превара